# نقود إلكترونية

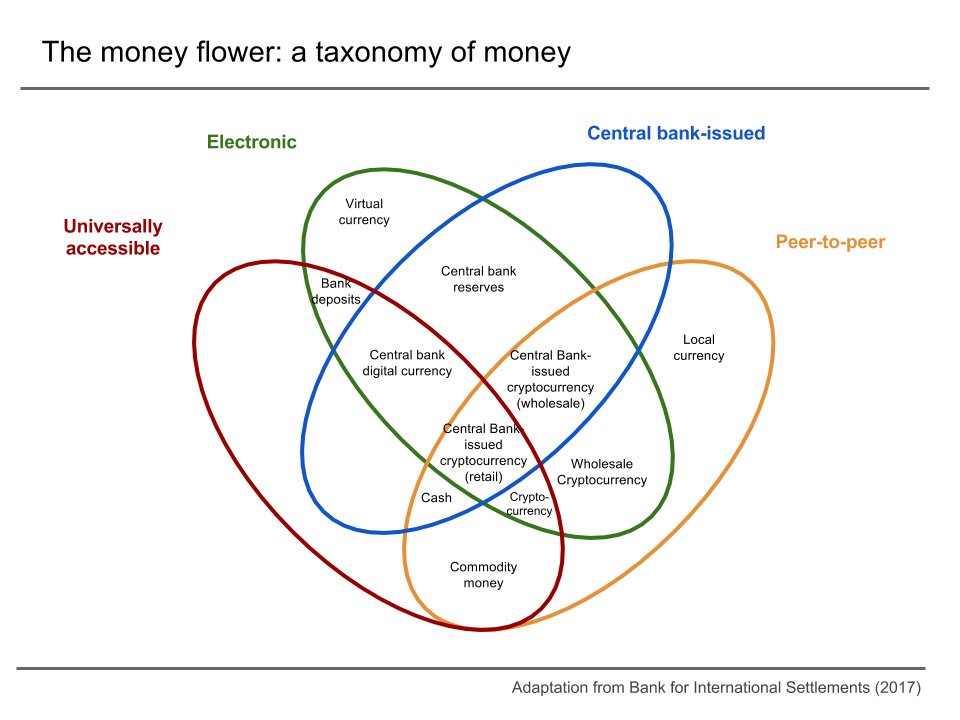

العملة الإلكترونية (أو الرقمية) أو نقود إلكترونية (بالإنجليزية: e-money أو digital cash أو e-cash أو digital money) تشير إلى المال أو العملة التي تتبادل فقط إلكترونيا. عمليا يتضمن ذلك شبكات حواسيب، الإنترنت وبرامج تخزين معلومات إلكترونية. تشمل العملة الإلكترونية حوالات الأموال الالكترونية والدفع المباشر. كذلك فهي تعبير جامع للتعمية الاقتصادية والتقنية التابعة لها.
مع أن العملة الإلكترونية كانت موضوعا مثيرا للتعمية، فان العملة الرقمية لا تزال قليلة الانتشار في سوق الإنترنت حتى اليوم. ومن بين أشهرها نذكر بتكوين.

## التاريخ
في 1983، قدم ديفيد تشوم ورقة أبحاث شرحت فكرة العملة الإلكترونية. وفي 1990، أسس شركة ديجي كاش وهي شركة مختصة بالعملات الرقمية مقرها في أمستردام لتسويق الأفكار في بحثه. قدمت دعوى للإفلاس في عام 1998. في عام 1999، غادر تشوم الشركة.
في عام 1997، عرضت شركة كوكا كولا الشراء من ماكينات البيع باستخدام مدفوعات الهاتف المحمول. بعد ذلك ظهرت باي بال في عام 1998. وتبعتها أنظمة أخرى، مثل إي-غولد، ولكنها واجهت مشاكل لأنها كانت تستخدم من قبل المجرمين وأغلقت من قبل وزارة العدل الأمريكية في عام 2005. في عام 2008، تم تقديم بيتكوين، والذي يمثل بداية العملات الرقمية.
ترجع أصول العملات الرقمية إلى فقاعة الإنترنت في تسعينيات القرن العشرين. واحدة من الأولى كانت إي-غولد، والتي تأسست في عام 1996 وبدعم من الذهب. وهناك خدمة أخرى معروفة للعملات الرقمية هي ليبرتي ريسيرف، التي تأسست في عام 2006؛ وكانت تتيح للمستخدمين تحويل الدولارات أو اليورو إلى ليبرتي ريسيرف دولار أو يورو، وتبادلها بحرية مع بعضهم البعض برسوم 1٪. كانت كلتا العملتين مركزيتين، ويشتهران باستخدامهما لغسل الأموال، مما استدعى إغلاقها من قبل الحكومة الأمريكية. استخدمت العملة كيو أو كيو كيو، كنوع من العملة الرقمية القائمة على السلع الأساسية على منصة الرسائل كيو كيو وظهرت في أوائل عام 2005. كانت عملات كيو فعالة للغاية في الصين حيث قيل إن لها تأثير مزعزع للاستقرار على عملة اليوان الصيني بسبب المضاربة. وقد أثار الاهتمام الأخير بالتبادلات المشفرة اهتمامًا متجددًا بالعملات الرقمية، مع استخدام بيتكوين، في عام 2008، لتصبح العملة الرقمية الأكثر استخدامًا وقبولًا.

## وصلات خارجية
- البيتكوين العربي: أول مدونة عربية تهتم بالعملات الالكترونية من بيتكوين ولايت كوين ودوغ كوين